# Géants de Catalogne
Pour les articles homonymes, voir Géant.
Pour un article plus général, voir Géants de processions et de cortèges.

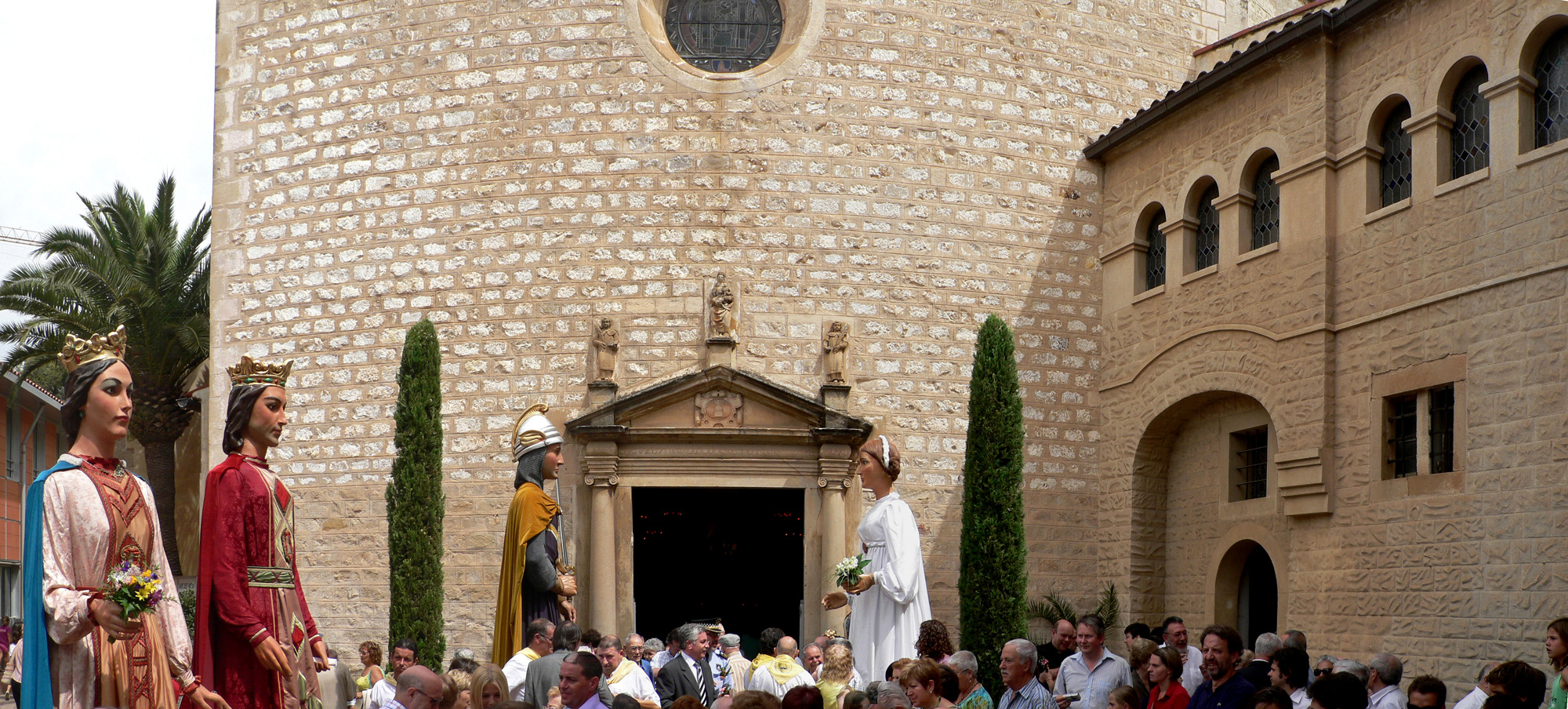
Géants de Sant Just Desvern

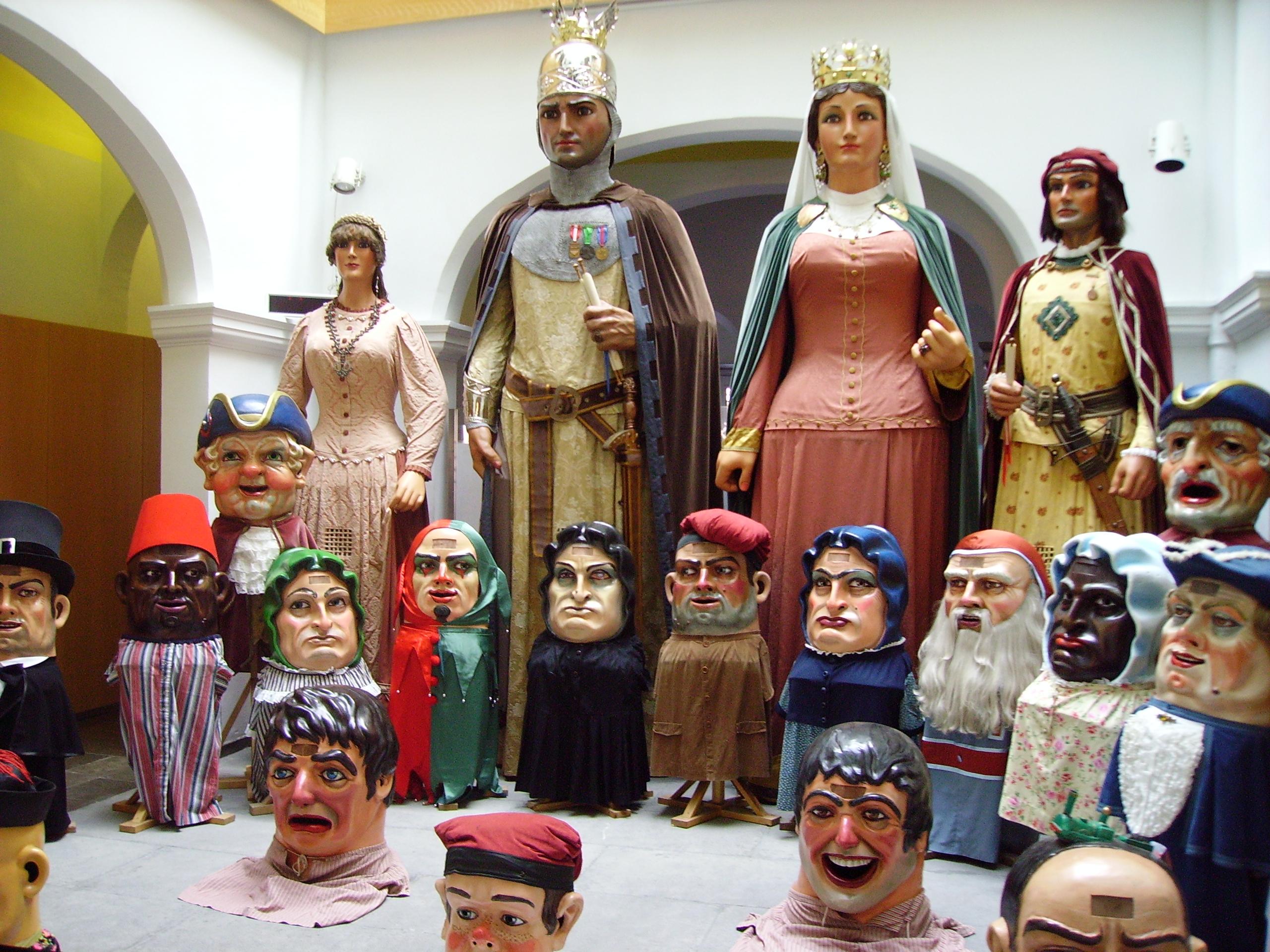
Géants et nains de Mataró

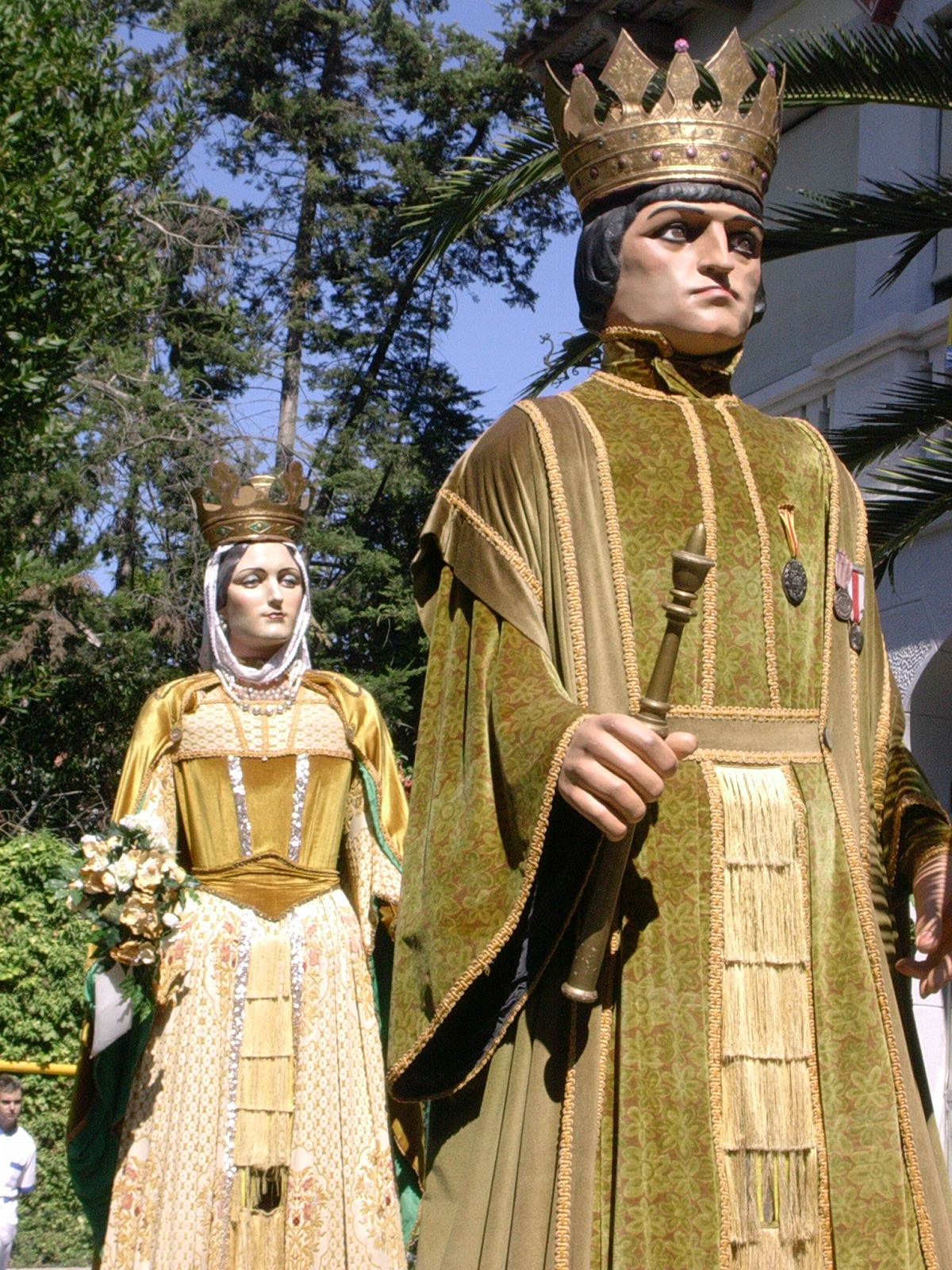
Les géants de Igualada

Les géants de Catalogne sont des statues ambulatoires émanant de la culture populaire catalane. Présents dans la  très grande majorité des villes et chaque village de Catalogne.
 
À Barcelone ils représentent  chaque quartier, dans les autres  agglomérations, les géants ont une identité associée à la légende locale. Parfois ils représentent des figures illustres, des écrivains, artistes mais aussi artisans,  comme des cafetiers fameux. Ils ont aussi une histoire personnifiée, qui n'est pas figée : les conjectures furent nombreuses de par le pays lorsqu'on apprit que la géante d'un couple de ces énormes statues de bois était enceinte…
La fête de la Mercè à Barcelone donne l'occasion à tous ces géants ainsi que le bestiaire de ciutat vella (la Tarrasque en fait partie) et le lutin Patufet el Barufet de se réunir sur la place face à la cathédrale gothique, après une parade dans les rues piétonnes.
Les géants défilent lors des processions traditionnelles de la Festa Major. C'est un spectacle pour petits et grands.